# Партия демократического общества
Партия демократического общества (курд. Partiya Civaka Demokratîk, тур. Demokratik Toplum Partisi — DTP) — курдская политическая партия в Турции. Позиционировалась как социал-демократическая и имела статус наблюдателя в Социалистическом Интернационале. Являлась преемником Демократической народной партии (DEHAP); после запрета преобразована в Партию мира и демократии.

## История
Партия была основана в 2005 году на базе Демократической народной партии (DEHAP) бывшими депутатами-курдами от Партии демократии (DEP) Лейлой Заной и Орханом Доганом после их выхода из тюрьмы в 2004 году. К ним присоединился Ахмет Тюрк, ранее бывший заместителем председателя Народно-республиканской партии. С 20 июля 2008 года Ахмет Тюрк является председателем ПДО.
1 сентября 2007 года ПДО стала одним из основателей Ассоциации «Совет за мир в Турции» (тур. Türkiye Barış Meclisi). ПДО была единственной партией в парламенте Турции, выступавшей против вмешательства турецких военных на севере Ирака. В знак протеста против военных операций турецкой армии в Северном Ираке в 2008 году ПДО провела многотысячный марш в иле Ширнак.
8 ноября 2007 года ПДО представила план по демократическому решению курдского вопроса. В октябре 2008 года вышла брошюра под названием «Проект ПДО по демократичному решению курдского конфликта» (тур. DTP'nin Kürt Sorununa İlişkin Demokratik Çözüm Projesi). Проект предусматривает создание от 20 до 25 региональных парламентов, а также использование курдского языка для обучения в школах.
В 2009 году партия запрещена Конституционным судом Турции.

## Участие в выборах
В парламентских выборов 2007 года Партия демократического общества формально не участвовала. Из-за высокого избирательного барьера (10%) члены партии баллотировались как независимые кандидаты. Всего было выдвинуто 64 кандидата в парламент. Избраны были 21 член ПДО, что позволило партии сформировать собственную парламентскую фракцию.
На выборах в местные органы власти 29 марта 2009 года ПДО получила большинство в 8 илах:
| Хаккяри   | 78,97 % |
| Диярбакыр | 65,60 % |
| Батман    | 65,43 % |
| Ширнак    | 53,75 % |
| Ван       | 53,54 % |
| Сиирт     | 49,43 % |
| Игдыр     | 39,62 % |
| Тунджели  | 30,00 % |

Таким образом ПДО удалось выиграть в илах Ван, Батман и Сиирт, в которых ранее власть была у правящей Партии справедливости и развития, а также в провинции Ыгдыр, ранее возглавлявшейся турецкой националистической партией ПНД. Кандидаты ПДО смогли победить на выборах мэра в 50 городах, в том числе в Диярбакыре.

## Связи с РПК
С момента основания партию обвиняли в связях с запрещенной в Турции Рабочей партией Курдистана. В самой ПДО отрицают организационные связи с РПК, но признают наличие связей эмоциональных.

## Позиция ЕС
Официальные представители ЕС отмечают, что присутствие курдских депутатов в Великом национальном собрании Турции означает дальнейшую демократизацию турецкого общества.